# Spides
Spides ist eine senderunabhängig in Berlin produzierte internationale Science-Fiction-Mystery-Fernsehserie. Sie wird im europäischen Pay-TV auf den SyFy-Channels des US-Sendernetzwerkes NBCUniversal ausgestrahlt und hatte dort am 5. März 2020 in Deutschland Premiere. Seit Oktober 2020 läuft sie in USA auf Crackle plus, seit Januar 2021 in Deutschland und Frankreich auf Amazon Prime Video. Nach Angaben des Weltvertriebs Palatin Media wurde die Serie weltweit in über 130 Länder verkauft. Die Serie behandelt Themen wie die Suche nach der eigenen Identität, die Zukunft der Gesellschaft und den Platz des Einzelnen darin, verpackt in eine dystopische Geschichte über Aliens, die versuchen, die Menschheit zu infiltrieren.

## Produktion
Die Serie wurde im Original auf Englisch mit internationaler Besetzung sowie deutschen Schauspielern mit englischsprachigen Wurzeln gedreht, die in neuen Rollen zu sehen sind. Die meisten Schauspieler haben sich in der deutschen Synchronfassung selbst gesprochen. Zu den bekanntesten Mitwirkenden gehören Florence Kasumba, Falk Hentschel, Désirée Nosbusch und Francis Fulton-Smith und Lion-Russell Baumann. Die Hauptrolle spielt die aus Game Of Thrones bekannte Rosabell Laurenti Sellers in einer Doppelrolle.
Spides wurde von Showrunner Rainer Matsutani gemeinsam mit einem Team von deutschen Drehbuch-Autoren und dem Produzenten Alexander Kiening entwickelt. Die englischsprachige Drehfassung der Bücher schrieb US-Autor Peter Hume. Die Produktion erfolgte ohne die Beteiligung eines deutschen Senders oder Streaming-Dienstes. Die Dreharbeiten fanden ausschließlich in Berlin an ungewöhnlichen und selten genutzten Drehorten statt.

## Handlung

### Staffel 1
Spides folgt Nora (Rosabell Laurenti Sellers), einer jungen Frau aus Berlin, die nach Einnahme der Partydroge „Blis“ ohne Erinnerung an ihr früheres Leben aus dem Koma erwacht. Die Ermittler David Leonhart (Falk Hentschel) und Nique Navar (Florence Kasumba) gehen der Spur der geheimnisvollen Droge nach und finden eine Verbindung zu zahlreichen vermissten Teenagern. Nach und nach wird Nora bewusst, was mit ihr passiert, und sie beginnt eine unglaubliche Verschwörung aufzudecken: Aliens versuchen mit der synthetischen Droge, Menschen zu infiltrieren und deren Körper als Wirt zu benutzen. Je näher Nora der Wahrheit kommt, desto mehr gerät ihr eigenes, dunkles Geheimnis ans Licht. Denn sie ist der Schlüssel zur Invasion, die sie zu bekämpfen versucht.

## Soundtrack
Die Musik wurde von Mario Grigorov, Steven Schwalbe und anderen komponiert. Einige Songs steuerte außerdem X-Factor-Teilnehmer Mati Gavriel bei. Der Soundtrack ist auf allen großen Streaming-Plattformen verfügbar.

## Rezeption
In der Kritik auf Blickpunkt:Film vom Februar 2020 werden die aufwändigen visuellen Effekte, für die Baby Giant Hollyberg verantwortlich ist, besonders hervorgehoben.
Die FAZ schrieb Anfang März 2020: „Unter Folie: In der neuen deutschen Science-Fiction-Serie „Spides“ mischen Insektenwesen Berlin auf. Von der Machart her zielt die Geschichte auf ein internationales Publikum. Aber leider wirkt das alles wie laminiert.“
Matjes Snethlage kritisierte in der taz Mitte März 2020: „Ein großes Problem hat „Spides“ leider: Es kann seine Identität nicht finden und bedient sich lieber bei anderen Science-Fiction-Werken. Einflüsse enthält es da von erfolgreichen Serien wie „Dark“, „Orphan Black“, „Matrix“ und „Stranger Things“. In den besten Momenten der Serie merkt man, dass die Lieblingsfilme der Macher wohl etwas zwischen „Sie leben“ und „Invasion der Körperfresser“ sind. Dabei haben sie sich leider, anders als die Vorbilder, nicht getraut etwas Relevantes zu erzählen.“